# Aphanotrigonum trilineatum
Aphanotrigonum trilineatum är en tvåvingeart som först beskrevs av Johann Wilhelm Meigen 1830.  Aphanotrigonum trilineatum ingår i släktet Aphanotrigonum och familjen fritflugor. Arten är reproducerande i Sverige. Inga underarter finns listade i Catalogue of Life.